# Голлсвілл (Техас)
Голлсвілл (англ. Hallsville) — місто (англ. city) в США, в окрузі Гаррісон штату Техас. Населення — 4277 осіб (2020).

## Географія
Голлсвілл розташований за координатами 32°30′12″ пн. ш. 94°34′6″ зх. д. / 32.50333° пн. ш. 94.56833° зх. д. (32.503390, -94.568227).  За даними Бюро перепису населення США в 2010 році місто мало площу 9,60 км², з яких 9,60 км² — суходіл та 0,00 км² — водойми.

## Демографія
Згідно з переписом 2010 року, у місті мешкало 3577 осіб у 1277 домогосподарствах у складі 1005 родин. Густота населення становила 373 особи/км².  Було 1341 помешкання (140/км²).
Расовий склад населення:
| - 89,1 % — білих - 5,5 % — чорних або афроамериканців - 0,6 % — корінних американців - 0,3 % — азіатів - 2,6 % — осіб інших рас |

До двох чи більше рас належало 2,0 %. Частка іспаномовних становила 6,1 % від усіх жителів.
За віковим діапазоном населення розподілялося таким чином: 30,8 % — особи молодші 18 років, 60,0 % — особи у віці 18—64 років, 9,2 % — особи у віці 65 років та старші. Медіана віку мешканця становила 33,2 року. На 100 осіб жіночої статі у місті припадало 95,0 чоловіків;  на 100 жінок у віці від 18 років та старших — 87,9 чоловіків також старших 18 років.
Середній дохід на одне домашнє господарство  становив 82 226 доларів США (медіана — 75 213), а середній дохід на одну сім'ю — 91 104 долари (медіана — 81 786). Медіана доходів становила 66 279 доларів для чоловіків та 38 620 доларів для жінок. За межею бідності перебувало 7,4 % осіб, у тому числі 9,8 % дітей у віці до 18 років та 5,8 % осіб у віці 65 років та старших.
Цивільне працевлаштоване населення становило 1733 особи. Основні галузі зайнятості: освіта, охорона здоров'я та соціальна допомога — 37,1 %, виробництво — 15,6 %, сільське господарство, лісництво, риболовля — 9,4 %, публічна адміністрація — 6,7 %.